# 返校 言葉が消えた日
『返校 言葉が消えた日』（へんこう ことばがきえたひ、繁体字中国語: 返校、英語: Detention）は、ジョン・スー監督による2019年9月20日公開の台湾映画。台湾における中国国民党政権下の白色テロ時代を題材に描いたダークミステリー。原作は赤燭遊戲（Red Candle Games）が2017年に発売したゲームソフト『返校』で、ゲームを原作とする台湾映画は本作が初となる。日本では2021年7月30日に公開された。
観客動員数が公開24日間で100万人を突破する大ヒットとなり、同年の映画賞の金馬奨では最多12部門にノミネートされ5部門で受賞した。

## あらすじ
1962年、台湾は中国国民党による戒厳令下にあり、学校も軍隊のように統制されていた。そうした状況の中、翠華高校の2年男子であるウェイ・ジョンティンは反乱を計画したとして逮捕され、計画の全容を吐かせる為に過酷な拷問を受けていた。そして、ウェイは牢で眠る度に悪夢を見ていた。
一方、同校3年生の女生徒ファン・レイシンは、真夜中の無人の校舎で目を覚ました。その後ウェイと出会うが、共に用務員の幽霊に追われることになる。
ウェイは「読書会」の仲間の身を案じていた。読書会とは国民党によって閲覧禁止とされた本を密かに読み、書き写す学生組織で、創設者はチャン先生だった。数人の教師も同士だったが憲兵に逮捕され、メンバーの女教師インは隠していた禁書を安全の為に処分する。その後、チャン先生がまだ本を隠し持っていると聞いた学生たちは、憲兵がうろつく中、一人づつ順番を決めて受け取りに行く事になった。
憲兵隊の公告が貼られ荒れ果てた校舎を見て、読書会の仲間は逮捕されたとウェイは絶望するが、防空壕に隠れているかもしれないと見に行くと、途中でメンバーの学生・ウェンションが現れ、仲間の一人が裏切り密告したとウェイに告げる。しかし、ウェンションは官憲の制服を着た化け物に殺されてしまう。
ウェイとファンは防空壕で読書会のメンバーやイン先生を見つける。だがそれは幻で、イン先生はファンこそが密告者だとウェイに告げて消える。
ファンは夜の学校に来る以前の生活を思い出す。ファンとチャン先生はプラトニック・ラブの関係にあった。そして、チャン先生とイン先生の親しげな様子を見て嫉妬したファンは、イン先生が読書会と関わっている事を知り、ウェイから禁書を借りて官憲に渡したのだ。それが愛するチャン先生の逮捕に繋がる行為だったと知った時、現実世界のファンは首を吊って死んだ。しかし、ファンは悪夢の中では生きており、ウェイを助けて校門の外に出した後、崩れ落ちる校舎の中に消えていった。
牢内にいる現実世界のウェイは、刑死する直前のチャン先生から伝えられた「生き延びろ」という言葉を思い出す。生きる為に読書会について白状し釈放されたウェイは、後年、解体される直前の高校を訪れ、隠されたままだったチャン先生の禁書を取り出し、挟まれていた愛のメッセージをファンの霊に捧げた。

## キャスト
- ワン・ジン（中国語版） - ファン・レイシン（方芮欣）
- ツェン・ジンホア（中国語版） - ウェイ・ジョンティン（魏仲廷）
- フー・モンボー - チャン・ミンホイ（張明暉）
- チョイ・シーワン - イン・ツイハン（殷翠涵）
- リー・グァンイー - ホアン・ウェンション（黄文雄）
- パン・チンユー - ヨウ・ションジエ（游聖傑）
- チュウ・ホンジャン - バイ教官（白國鋒）
- 雲中岳 - ウェイ・ジョンティン（魏仲廷・中年）
- 李沐 - 周欣
- 劉士民 - 高雨新
- 夏靖庭 - 方道勤
- 張本渝 - 李妙子
- 王可元 - 黄又新

## スタッフ
- 監督・脚本：ジョン・スー（中国語版）
- 製作総指揮：劉宜佳
- プロデューサー：リー・リエ、アイリーン・リー
- 撮影：チョウ・イーシェン
- 編集：ライ・シュウション
- 音楽監修：ルー・ルーミン（中国語版）

## 製作
監督のジョン・スーは原作のゲームを発売日当日に購入して最後までプレイし、その物憂げで美しい物語に強く惹かれた。そして、周囲の映画業界の知人に作品の映画化を薦めていたところ、数か月後にプロデューサーのアイリーン・リーとリー・リエが映画化権を獲得し、スーが監督として起用されることになった。
白色テロを扱った台湾映画は、過去にホウ・シャオシェン監督の『悲情城市』（1989年）、エドワード・ヤン監督の『牯嶺街少年殺人事件』（1991年）、ワン・レン監督の『スーパーシチズン 超級大国民』（1994年）がある。これらが上映された時代には「話題にしてはいけない社会の空気」が存在したが、その空気が薄れた時代にどのように歴史を描くのかをスーは検討し、多くの関係者に取材するなどのフィールドワークを実施した。スーは、過去作は20年から30年ほど前の映画で若い世代にはとっつきにくい部分があることから、この作品で白色テロの時代を知ってもらいたいと語っている。
ゲーム版では政治的なテーマに加え道教の要素が至る所で用いられているが、ゲーム版を知らない観客が情報過多で混乱しないように、映画版では政治的な面と歴史的な面に焦点を絞ることにした。その取り組みの一例として、作品内に登場する幽霊は、ゲーム版では道教の衣装をまとっているが、その衣装が何を象徴しているのかを観客に説明するのが難しかったため、姿の恐ろしさを理解しやすいよう、議論の末に軍人風の衣装に変更している。
作品の撮影はほとんどがロケで行われた。舞台となる学校は1960年代に建てられ2001年に廃校となった学校（志成工商）で、教室の場面では内部を改装して撮影し、一方で改装せずそのまま撮影した場面もある。また、ウェイ・ジョンティンが牢に入っている場面は、過去の歴史を伝える記念館の内部にあり白色テロの時代に実際に使われた牢で撮影された。

## 公開
台湾では、2019年6月19日に予告編映像が公開され、9月20日に封切となった。
香港では2019年12月5日に公開された。当初の公開予定日は10月17日だったが、その1か月ほど前に映画の公式サイトが一時的に消滅し、9月24日にサイトが復活した際に公開日を12月5日に延期することが発表された。延期の理由は公表されていないが、インターネット上では、2019年11月24日実施の香港区議会議員選挙を避けていると指摘され、香港での公開時に内容の削除や変更があるのではないかと懸念する声も上がった。
中国本土では、台湾での公開前の時期には本作に関する情報をメディアが報じていたが、その後、上映が禁止された。なお、後述のように本作は映画賞の金馬奨で数々の賞を受賞しているが、中国本土の各種大手映画サイトでは金馬奨に関する報道が行われず、映画に関するSNSサイトの「豆瓣电影」では本作のタイトルを「XX」という文字に置き換えて紹介された。
日本では当初2020年12月に公開を予定していたが、当時の新型コロナウイルス感染症の感染拡大の影響で延期され、2021年7月30日に公開された。その1週間前の7月23日には、映画版の映像とゲーム版の映像がクロスオーバーする特別動画が公開された。

## 受賞
| 年   | 賞                               | 部門                 | 対象                                               | 結果       | 出典          |
| ---- | -------------------------------- | -------------------- | -------------------------------------------------- | ---------- | ------------- |
| 2019 | 第56回金馬奨                     | 作品賞               | 『返校』                                           | ノミネート | [ 18 ] [ 19 ] |
| 2019 | 第56回金馬奨                     | 新人監督賞           | ジョン・スー                                       | 受賞       | [ 18 ] [ 19 ] |
| 2019 | 第56回金馬奨                     | 主演女優賞           | ワン・ジン                                         | ノミネート | [ 18 ] [ 19 ] |
| 2019 | 第56回金馬奨                     | 新人俳優賞           | ツェン・ジンホア                                   | ノミネート | [ 18 ] [ 19 ] |
| 2019 | 第56回金馬奨                     | 脚色賞               | ジョン・スー、フー・カイリン, ジェン・シーゲン     | 受賞       | [ 18 ] [ 19 ] |
| 2019 | 第56回金馬奨                     | オリジナル映画歌曲賞 | 「光明之日」                                       | 受賞       | [ 18 ] [ 19 ] |
| 2019 | 第56回金馬奨                     | オリジナル映画音楽賞 | ルー・ルーミン                                     | ノミネート | [ 18 ] [ 19 ] |
| 2019 | 第56回金馬奨                     | 音響効果賞           | デニス・ツァオ、ブック・チアン                     | ノミネート | [ 18 ] [ 19 ] |
| 2019 | 第56回金馬奨                     | 編集賞               | シエ・マンジュー                                   | ノミネート | [ 18 ] [ 19 ] |
| 2019 | 第56回金馬奨                     | 美術設計賞           | ワン・チーチェン                                   | 受賞       | [ 18 ] [ 19 ] |
| 2019 | 第56回金馬奨                     | アクション設計賞     | ジミー・ハン                                       | ノミネート | [ 18 ] [ 19 ] |
| 2019 | 第56回金馬奨                     | 視覚効果賞           | 再現影像製作有限公司、トミ・クオ                   | 受賞       | [ 18 ] [ 19 ] |
| 2020 | 第40回ポルト国際映画祭           | 審査員特別賞         | 『返校』                                           | 受賞       | [ 20 ]        |
| 2020 | 第39回香港電影金像奨             | アジア華語映画       | 『返校』                                           | ノミネート | [ 21 ]        |
| 2020 | 2020年台北電影奨                 | グランプリ           | 『返校』                                           | 受賞       | [ 22 ] [ 23 ] |
| 2020 | 2020年台北電影奨                 | 長編劇映画賞         | 『返校』                                           | 受賞       | [ 22 ] [ 23 ] |
| 2020 | 2020年台北電影奨                 | 監督賞               | ジョン・スー                                       | ノミネート | [ 22 ] [ 23 ] |
| 2020 | 2020年台北電影奨                 | 脚本賞               | ジョン・スー、フー・カイリン、ジェン・シーゲン     | ノミネート | [ 22 ] [ 23 ] |
| 2020 | 2020年台北電影奨                 | 主演男優賞           | ツェン・ジンホア                                   | ノミネート | [ 22 ] [ 23 ] |
| 2020 | 2020年台北電影奨                 | 主演女優賞           | ワン・ジン                                         | 受賞       | [ 22 ] [ 23 ] |
| 2020 | 2020年台北電影奨                 | 撮影賞               | チョウ・イーシェン                                 | ノミネート | [ 22 ] [ 23 ] |
| 2020 | 2020年台北電影奨                 | 編集賞               | シエ・マンジュー                                   | ノミネート | [ 22 ] [ 23 ] |
| 2020 | 2020年台北電影奨                 | 美術賞               | ワン・チーチェン                                   | 受賞       | [ 22 ] [ 23 ] |
| 2020 | 2020年台北電影奨                 | デザイン賞           | シー・シャオロウ                                   | ノミネート | [ 22 ] [ 23 ] |
| 2020 | 2020年台北電影奨                 | 視覚効果賞           | 再現影像製作有限公司、トミ・クオ                   | 受賞       | [ 22 ] [ 23 ] |
| 2020 | 2020年台北電影奨                 | 音響効果賞           | デニス・ツァオ、ブック・チアン、タン・シャンジュー | 受賞       | [ 22 ] [ 23 ] |
| 2020 | 第14回アジア・フィルム・アワード | 新人監督賞           | ジョン・スー                                       | ノミネート | [ 24 ] [ 25 ] |
| 2020 | 第14回アジア・フィルム・アワード | 視覚効果賞           | 再現影像製作有限公司、トミ・クオ                   | 受賞       | [ 24 ] [ 25 ] |

## 備考
- 原作のゲーム内におけるファン・レイシンの学籍番号は「5350126」だが、映画版では「493856」となっている。この数字は「台湾が1949年に敷いた戒厳令（台湾省戒厳令）が38年と56日続いた」という史実を踏まえている。また、ウェイ・ジョンティンの映画版での学籍番号「501014」は、1947年の二・二八事件後に政府打倒のための活動を行っていた鍾浩東（中国語版）が逮捕されて死刑判決を受け処刑された1950年10月14日を示している[26]。
- 映画内の読書会で学生たちが文章を書き写す本は、ゲーム版にも登場するラビンドラナート・タゴールの『迷い鳥たち（中国語版）』に加え、チャン先生が隠していた本として厨川白村の『苦悶の象徴』が使用されている。これは脚本家のフー・カイリンによるアイデアで、チャン先生は人間としての欲望と理想主義者としての夢との間で絶え間なくもがいている、と考えたことが反映されている[7]。